# Sarıyer Belediyesi SK
Sarıyer Belediyesi – żeński klub piłki siatkowej z Turcji. Został założony w 1990 roku z siedzibą w Stambule. Występuje w Voleybolun 1.Ligi.

## Kadra

### Sezon 2016/2017
- 1.  Melike Yılmaz
- 2.  Sinem Bayazıt
- 3.  Ivana Đerisilo
- 5.  Ewa Janewa
- 6.  Rida Erlalelitepe
- 8.  Funda Bilgi
- 10. Selin Uygur
- 11. Miniriye Vatansever
- 12. Esra Kırıcı
- 14. Nicole Fawcett
- 15. Arelya Karasoy
- 16. Alexis Crimes
- 18. Zülfiye Derinbay

### Sezon 2015/2016
- 1.  Melike Yılmaz
- 2.  Melis Durul
- 5.  Arelya Karasoy
- 6.  Özge Nur Yurtdagülen
- 7.  Pelin Beydüz
- 8.  Funda Bilgi
- 10. Regan Hood
- 11. Miniriye Vatansever
- 14. Seray Altay
- 15. Yusidey Silié
- 16. Alexis Crimes
- 17. Nergis Özcan
- 18. Zülfiye Derinbay
- Mira Topić

### Sezon 2014/2015
- 2.  Melis Durul
- 3.  Buse Ene
- 4.  Beyza Arıcı
- 5.  Arelya Karasoy
- 6.  Tijana Malešević
- 7.  Aslıhan Köyel
- 8.  Aybüke Özdemir
- 10. Serpil Ersarı
- 11. Tilbe Yağlıoğlu
- 13. Rida Erlalelitepe
- 14. Yusidey Silié
- 15. Ceren Navruz
- 16. Alexis Crimes
- 17. Hande Baladın